# Myrmeleon (Myrmeleon) gerlindae
Myrmeleon (Myrmeleon) gerlindae is een insect uit de familie van de mierenleeuwen (Myrmeleontidae), die tot de orde netvleugeligen (Neuroptera) behoort. 
Myrmeleon (Myrmeleon) gerlindae is voor het eerst wetenschappelijk beschreven door Hölzel in 1974.